# Krasnodar
Krasnodar (en ruso: Краснодар Krasnodár), anteriormente Yekaterinodar o Ekaterinodar (Екатеринодар), es una ciudad del suroeste de Rusia junto al río Kubán. Es el centro administrativo del krai de Krasnodar (también conocido como Kubán).
Es el centro económico y cultural del Distrito Federal Sur y del Cáucaso Norte, además de ser el centro de la región histórica y geográfica del Kubán. Según datos de RBC Information Systems, en 2013, Krasnodar era la ciudad rusa con mayor crecimiento en volumen de negocios.
La localidad forma una entidad municipal administrada directamente por el krai, dividida en cuatro ókrugs, llamada Ciudad de Krasnodar.

## Geografía

Krasnodar en un mapa del río Kuban

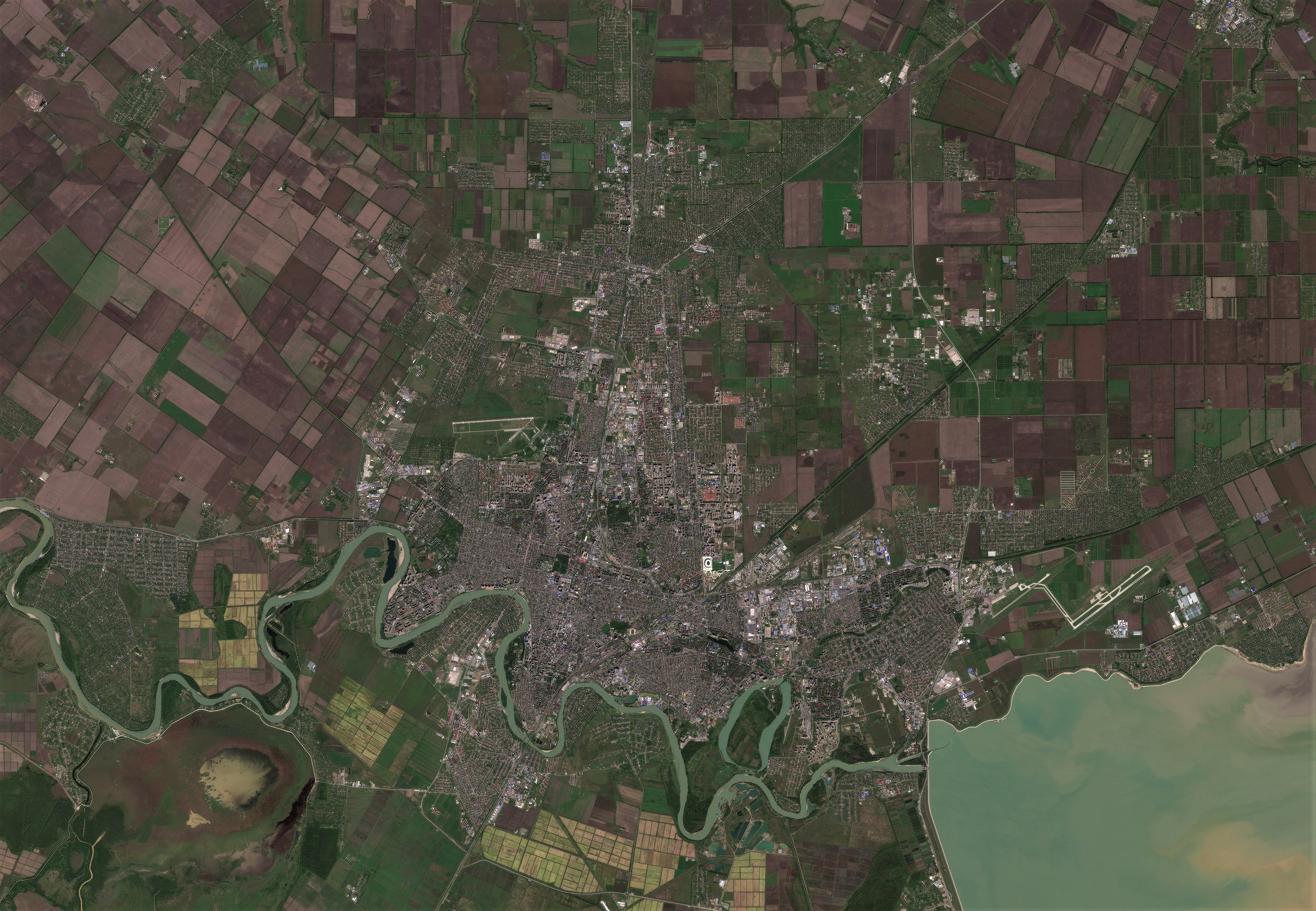
Krasnodar y alrededores, en una foto del satélite Sentinel-2

La localidad se halla en las llanuras de la orilla derecha del río Kubán, inmediatamente después del embalse de Krasnodar. Antiguamente confluía aquí en el Kubán el afluente río Karasún, hoy un conjunto de estanques en la zona sureste de la ciudad. En la misma zona hay un conjunto de lagunas formadas por un brazo muerto del río, que se conoce como Stáraya Kubán. La ciudad se extiende hacia el norte, hacia las tierras bajas de Kubán-Azov.
Dista entre 100 y 120 km al este y sureste, respectivamente, del mar Negro y el mar de Azov y a 1340 km al sur de Moscú, la capital de la Federación Rusa. 
En la otra orilla del Kubán se halla la república de Adigueya, a la que pertenecen localidades como Yablonovski y Tliustenjabl, prolongaciones de la capital del krai, que constituyen su periferia sur.

## Historia

### Etimología
Fue fundada como Yekaterinodar o Ekaterinodar (en ruso: Екатеринодар). El nombre original significaba "el regalo de Catalina", en reconocimiento a Catalina la Grande, quien amplió oficialmente la tierra de la región cosaca de Kubán hasta el mar Negro y en reconocimiento de Santa Catalina de Alejandría, la Mártir, considerada patrona de la ciudad.
Tras la Revolución Rusa de 1917, Yekaterinodar pasó a llamarse Krasnodar en diciembre de 1920. Existen dos potenciales significados para el nuevo nombre que se le dio a la ciudad: Krasno- (Красно-), que significaba 'bonito' (es una raíz más antigua) o 'rojo' (especialmente relevante teniendo en cuenta las condiciones políticas de la época); y -dar (-дар), que significa 'regalo'. Por lo cual, el nombre de la ciudad significa «regalo bonito» o «regalo rojo» (por 'regalo de los rojos').

### Fundación
El 30 de junio de 1792, la zarina concedió una patente real a los cosacos del mar Negro, descendientes de los cosacos de Zaporozhia, que sirvieran y residieran en el territorio por la que se les concedía la propiedad de la Tierra del Kubán, delimitada por el río Kubán y el mar de Azov y por el este por la línea Yeisk-desembocadura del Labá. De ese modo, asentaba la propiedad rusa de Circasia, disputada por el Imperio otomano en la guerra finalizada en ese año.
Los cosacos, al año siguiente (1793) fundaron la localidad de Yekaterinodar, primero como campamento militar y más tarde como fortaleza. Su primer alcalde militar, elegido en 1795, fue Danil Savinovich Volkorez.
El 18 de septiembre de 1794 el agrimensor del hetman comenzó a delimitar las lindes y a abrir las calles de la ciudad según el plan del gobernador general de Táurida Semión Semiónovich Zhegulin. Conforme a este plan a la orilla del río Karasún se situaba la fortaleza militar, en cuyo centro se situaba la iglesia, y alrededor de esta, las viviendas y cuarteles. Hacia el norte de la fortaleza se talaron los bosques y se edificaron las casas habitadas por los cosacos del mar Negro. De acuerdo con el censo del municipio del 11 de noviembre de 1794, en Yekaterinodar vivían 586 personas, llegando poco después a los 370 hogares. En la antigüedad, allí estaba la población griega de Fanagoria. Recientemnete[¿cuándo?] se encontró una estela de la época del rey persa Darío I.

### SigloXIX
En la primera mitad del siglo XIX, Yekaterinodar creció como un centro dinámico de los cosacos del Kubán. 
En 1860, Krasnodar fue designada como centro del recién creado óblast de Kubán, y en 1867 recibió el estatus de ciudad. 

La construcción del ferrocarril del Cáucaso Norte (Tijoretsk-Krasnodar-Novorosíisk) en las décadas de 1870 y 1880 supuso un gran impulso al desarrollo de la ciudad. Para 1888 cerca de 45.000 personas vivían en la ciudad y se había convertido en un punto vital de comercio para el sur de Rusia.

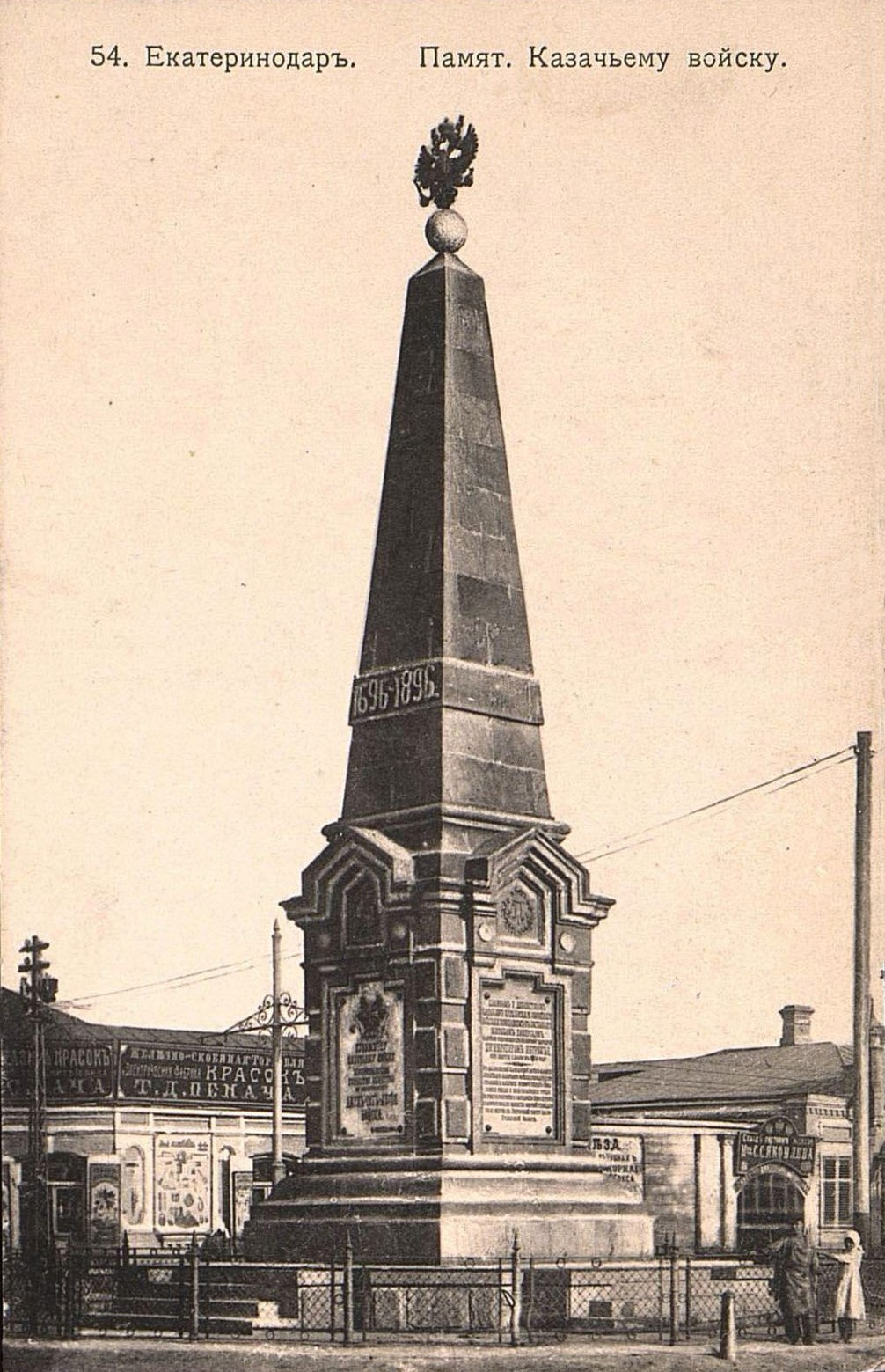
Foto del del obelisco construido en 1897 para conmemorar el centenario de la presencia de los cosacos en Yekaterinodar.

En 1897 se erigió un obelisco en conmemoración de los 200 años de la fundación de los cosacos del Kubán (tomando 1696 como inicio).

### Guerra civil rusa y periodo de entreguerras
Durante la guerra civil rusa, la ciudad fue la capital de facto del Movimiento Blanco en el sur de Rusia. Muchos cosacos fueron antibolcheviques que apoyaron a este movimiento.
Fue asaltada en la Primera Campaña del Kubán del Ejército de Voluntarios del general Lavr Kornílov entre el 9 y el 13 de abril de 1918, pero la muerte del general ocasionó el levantamiento del asedio y la decisión de Antón Denikin de mantener el frente en la línea del Don. No obstante, cinco meses más tarde, durante la Segunda Campaña del Kubán el general Denikin tomó al asalto la ciudad el 16 y 17 de agosto del mismo año.

En los siguientes años, 1919 y 1920 siguió operando de manera clandestina el comité del Partido, a la cabeza del cual se encontraban Vladímir Chorni, A. A. Limanski, M. Kochin y M. Maslíev, coordinando la actividad de varias organizaciones clandestinas, grupos de combate y partisanos rojos. 

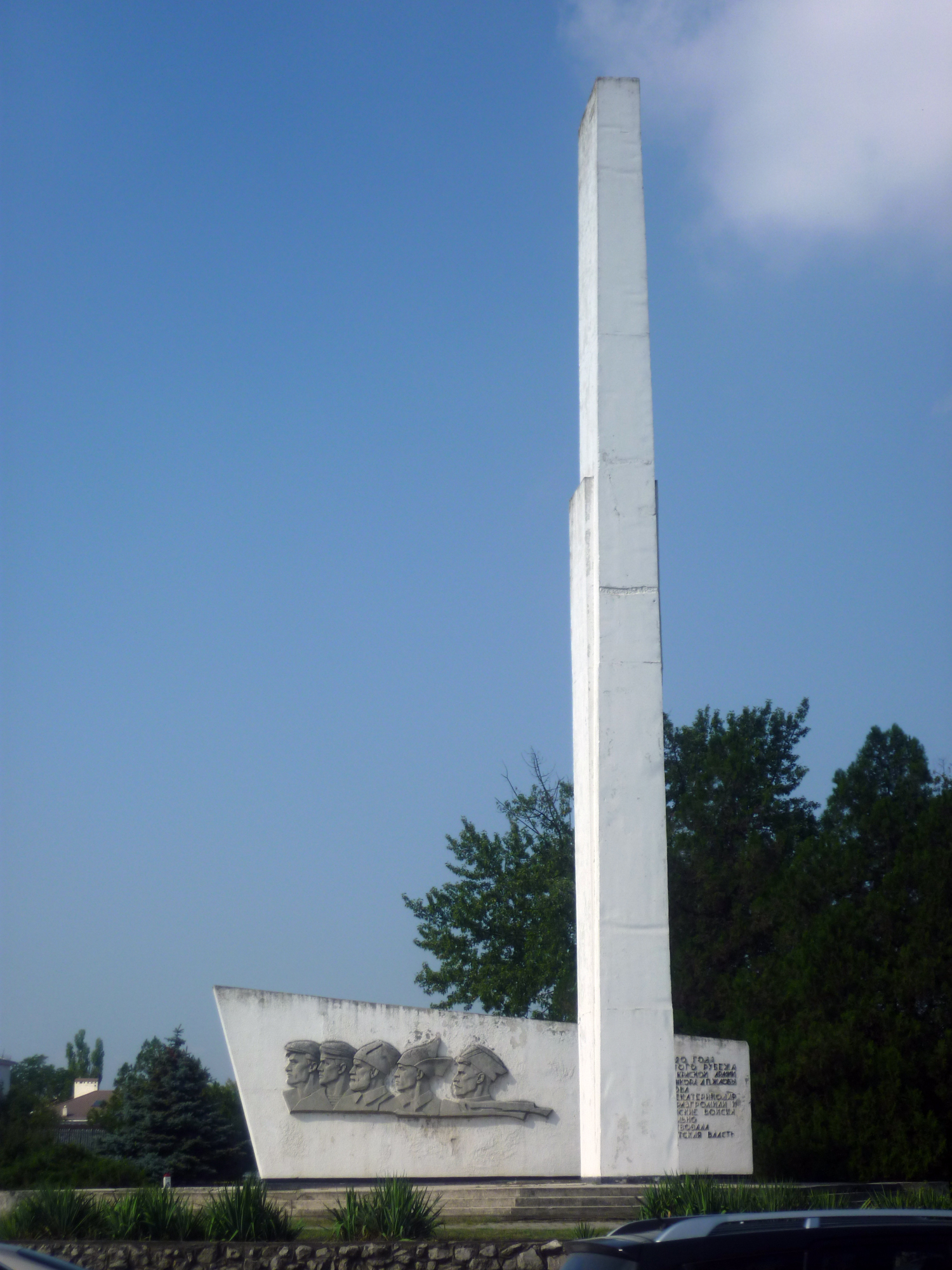
Obelisco conmemorativo en honor de los soldados del Ejército Rojo que liberaron Krasnodar en 1920.

El 17 de marzo de 1920 Yekaterinodar fue abandonado por las Fuerzas Armadas del Sur de Rusia y ocupado por las tropas del 9.º ejército del Ejército Rojo de Obreros y Campesinos. El poder en la ciudad pasó al Comité Ejecutivo del Kubán y más tarde al Comité Revolucionario Regional del Kubán. El 7 de diciembre de 1920 por decisión del NKVD de la RSFSR el nombre de la ciudad cambió a Krasnodar.
El 13 de septiembre de 1937, por decisión del Comité Ejecutivo Central Panruso, se dividió el krai de Azov-Mar Negro entre el krai de Krasnodar, con centro en Krasnodar, y el óblast de Rostov, con centro en Rostov del Don.

### Segunda Guerra Mundial
Durante la Segunda Guerra Mundial, Krasnodar fue ocupada por la Wehrmacht alemana (Grupo de Ejércitos A), entre el 9 de agosto de 1942 y el 12 de febrero de 1943, en que fue liberada por el Ejército Rojo. En memoria de las víctimas de la ocupación se erigió un memorial sobre una fosa de enterramiento masivo. Las fuerzas alemanas, incluyendo a la Gestapo y los escuadrones móviles de ejecución de las SS mataron a miles de judíos, comunistas y supuestos partisanos comunistas, fusilándolos, ahorcándolos, quemándolos e incluso usando Gaswagen (vehículo reequipado como una cámara de gas móvil). En julio de 1943 se realizaron los primeros juicios a colaboracionistas. La ciudad recibió graves daños durante los combates pero fue reconstruida y renovada después de la guerra.

### Postguerra y actualidad

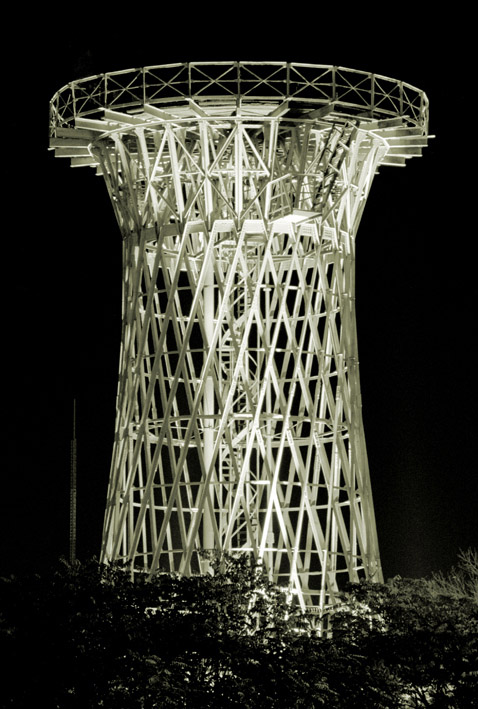
Torre de hiperboloide, ingeniero Vladímir Shújov.

Tras la anulación del raión de Krasnodar el 20 de diciembre de 1935 y la cesión de parte de su territorio para la creación del raión de Márianskaya, el 12 de junio de 1936 el territorio de la ciudad de Krasnodar fue dividido en tres distritos: Kírovski, Kaganóvichski y Stálinski. De parte del distrito Kaganóvichski se creó el distrito Krasnogvardeiski. Los distritos Kírovski y Krasnogvardeiski fueron anulados el 5 de noviembre de 1955 y su territorio repartido en los distritos Kaganóvichski -cuyo nombre cambiaría a Léninski el 12 de septiembre de 1957- y Stálinski -rebautizado Oktiabrski el 5 de noviembre de 1961, año en que hubo revueltas contra el gobierno de Krushchov. Los distritos Pervomaiski, Sovetski y Prikubanski se formaron el 29 de mayo de 1958, el 10 de abril de 1973 y el 21 de febrero de 1975, respectivamente. 
En 1971, Piotr Volinski hizo estallar una bomba en un autobús en un acto terrorista. En 1973, se construyó en el límite suroriental de la ciudad el embalse de Krasnodar, construido con el objetivo de procurar recursos para el abastecimiento agrícola y brindar protección ante las crecidas del río Kubán.
El 1 de febrero de 1994 se llevó a cabo una transformación en la organización administrativa de la ciudad. El distrito Léninski pasó a ser el ókrug Kubanoberezhni, el Sovetski pasó a ser el ókrug Karasunski, el Prikubanski pasó a ser el ókrug Prikubanski y los distritos Oktiabrski y Pervomaiski fueron unidos para crear el ókrug Central. El distrito Kubanoberechni convertido en el ókrug Occidental.
La unidad municipal de la Ciudad de Krasnodar surgió al implementarse la Ley federal de 1995 Sobre los principios generales de la organización de la autonomía local en la Federación Rusa, por la que todos las ciudades y los territorios en cuyos límites se desarrollaba el autogobierno local, con propiedades municipales, presupuestos locales y fueran órganos electivos del autogobierno local, se declaraban unidades municipales. El 5 de julio de 1996 la Duma de la Ciudad aprobaba el primer estatuto de la unidad municipal, que establecía la división administrativa de la ciudad en cuatro ókrugs administrativos. El 19 de julio de 2003 se aprobó un nuevo estatuto en el que delimitaba el territorio de la ciudad de Krasnodar con respecto al del posiólok Krasnodarski y se creaban en los distritos 5 municipios rurales.

## Escudo de armas

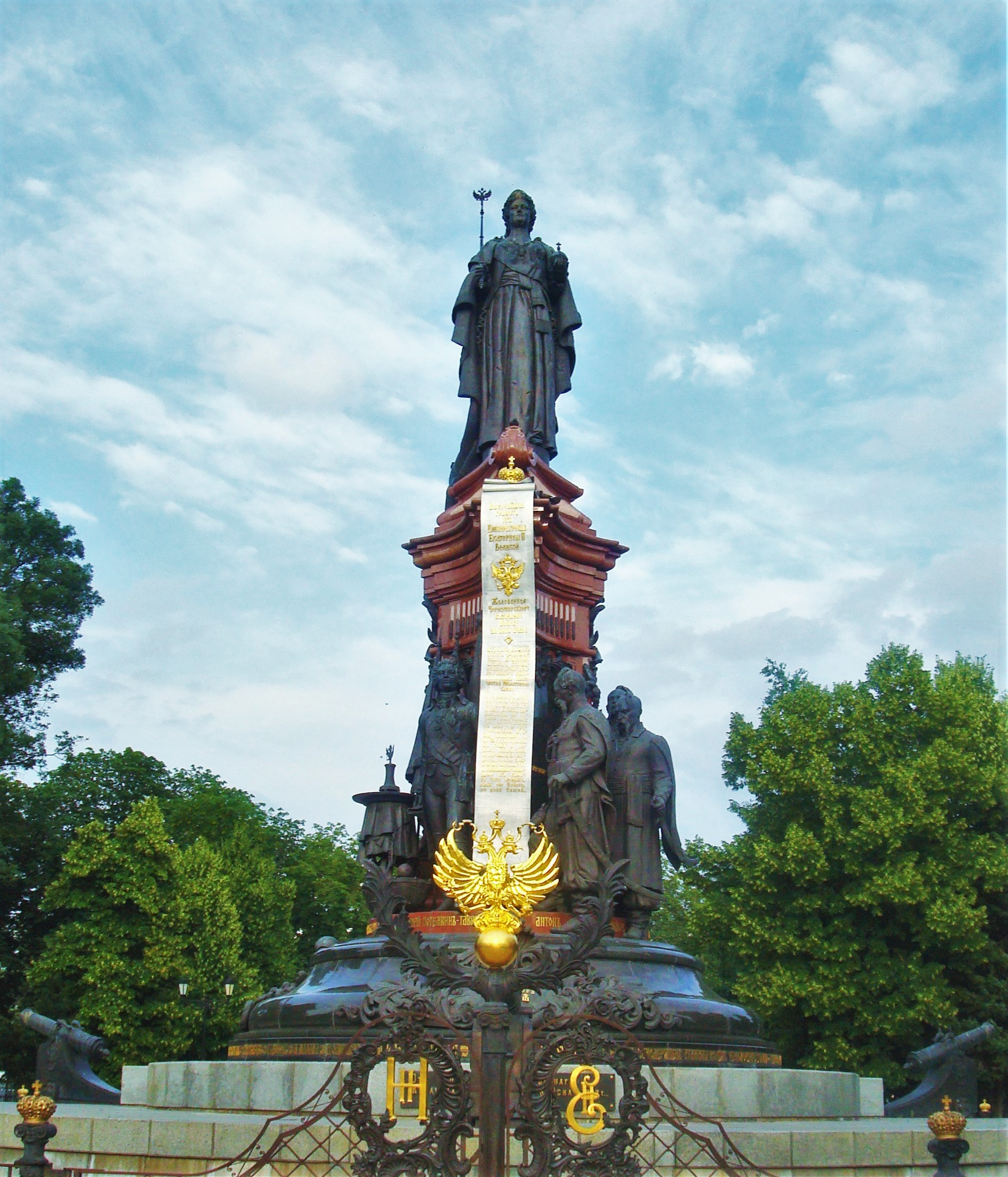
Estatua de Catalina la Grande en Krasnodar.

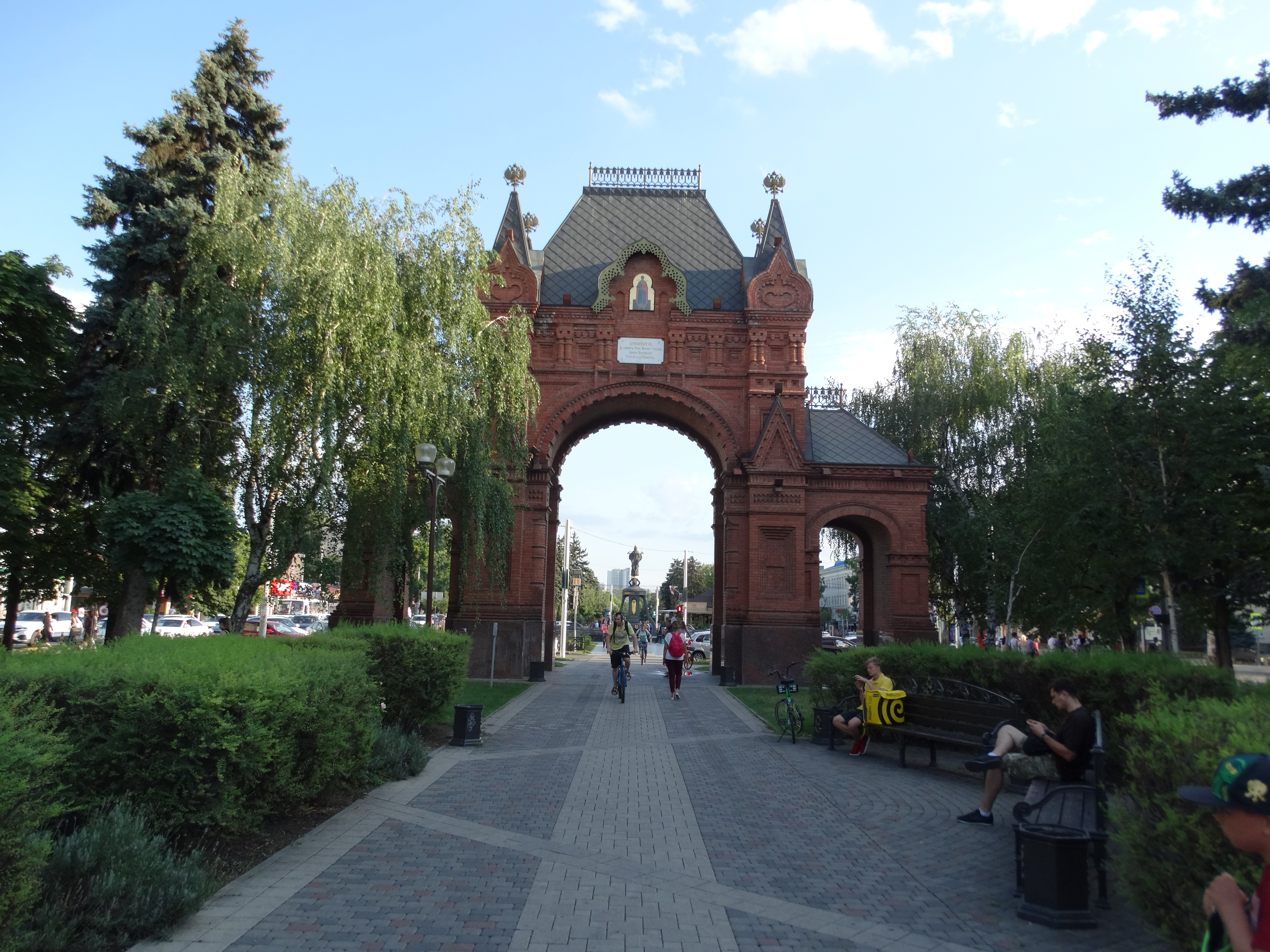
Arco del Triunfo

El escudo de armas de Yekaterinodar fue publicado en 1841 por el oficial cosaco Ivan Chernik. La letra real "E" en la mitad es por Ekaterina II (nombre ruso de Catalina II de Rusia), también representa la fecha en la que se fundó la ciudad, el Águila de dos cabezas imperial (que simboliza el patronazgo del zar sobre los cosacos del Mar Negro), arma de un líder cosaco, fortaleza de Yekaterinodar, banderas con las letras "E", "P", "A" y "N", por la sigla inicial de Catalina II, Pablo I, Alejandro I y Nicolás I. Las estrellas amarillas alrededor del escudo simbolizan 59 stanitsas alrededor de la ciudad. Fue retomado tras otros escudos en 2005.

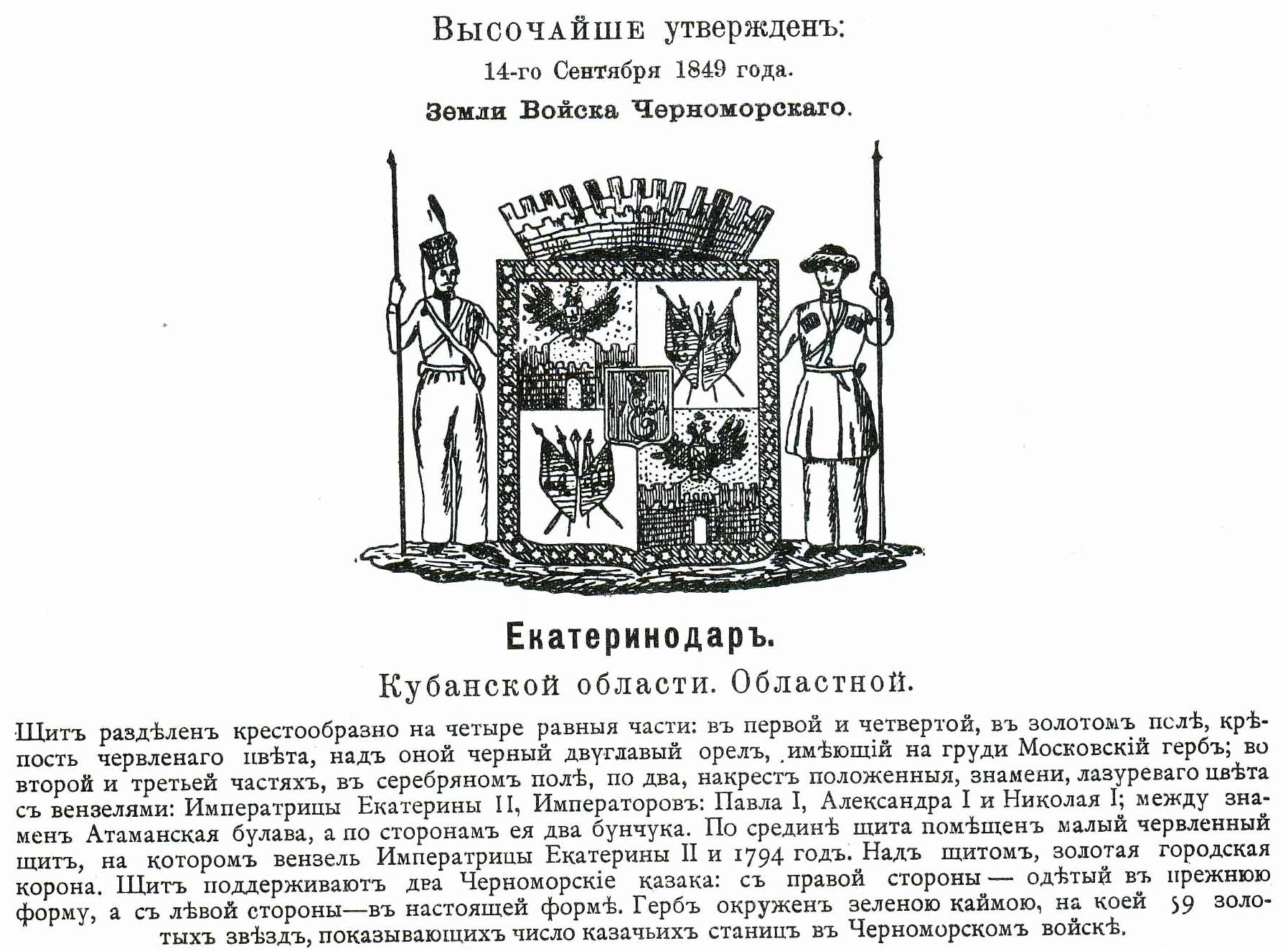
El primer escudo de Yekaterinodar en su publicación oficial en 1849
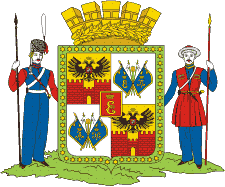
Primer escudo de 1849, en color.
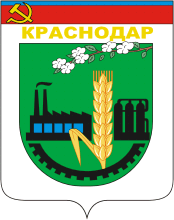
Escudo de Krasnodar (1967).
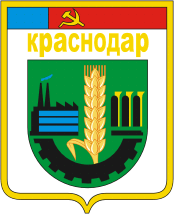
Escudo de Krasnodar (1979).
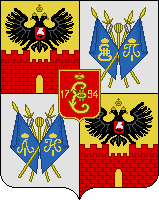
Escudo de Krasnodar (1996).
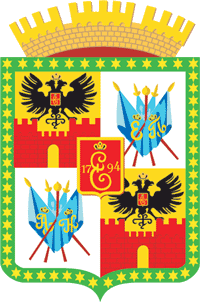
Escudo de Krasnodar (1999).
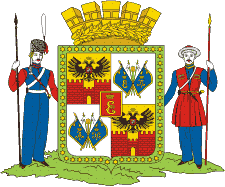
Escudo de Krasnodar (2005).

## Clima
Krasnodar tiene un clima húmedo subtropical (su clasificación climática de Köppen es Cfa). Goza de inviernos suaves y cortos, con temperaturas medias entre 0 °C y 2 °C. En algunos años, por diversos factores atmosféricos, se dan breves episodios de intenso frío (-15 °C, -20 °C) y calor anormal (+15/20 °C). El verano es largo (de inicios de mayo a inicios de octubre) y caluroso, más húmedo en mayo y junio, y más seco entre julio y septiembre. La media del mes más caluroso -julio-, es de 24.1 °C. Algunos años se dan olas de calor sofocante en julio y agosto, en que las temperaturas superan los 40 °C. Anualmente caen 700-750 mm de precipitaciones. El máximo de las mismas se observa en junio y en noviembre y diciembre, el mínimo, en agosto. La temperatura media del año es 12,1 °C, mientras que la media anual de humedad del aire es del 72 %.
| Parámetros climáticos promedio de Krasnodár (1991-2020) | Parámetros climáticos promedio de Krasnodár (1991-2020) | Parámetros climáticos promedio de Krasnodár (1991-2020) | Parámetros climáticos promedio de Krasnodár (1991-2020) | Parámetros climáticos promedio de Krasnodár (1991-2020) | Parámetros climáticos promedio de Krasnodár (1991-2020) | Parámetros climáticos promedio de Krasnodár (1991-2020) | Parámetros climáticos promedio de Krasnodár (1991-2020) | Parámetros climáticos promedio de Krasnodár (1991-2020) | Parámetros climáticos promedio de Krasnodár (1991-2020) | Parámetros climáticos promedio de Krasnodár (1991-2020) | Parámetros climáticos promedio de Krasnodár (1991-2020) | Parámetros climáticos promedio de Krasnodár (1991-2020) | Parámetros climáticos promedio de Krasnodár (1991-2020) |
| Mes                                                     | Ene.                                                    | Feb.                                                    | Mar.                                                    | Abr.                                                    | May.                                                    | Jun.                                                    | Jul.                                                    | Ago.                                                    | Sep.                                                    | Oct.                                                    | Nov.                                                    | Dic.                                                    | Anual                                                   |
| ------------------------------------------------------- | ------------------------------------------------------- | ------------------------------------------------------- | ------------------------------------------------------- | ------------------------------------------------------- | ------------------------------------------------------- | ------------------------------------------------------- | ------------------------------------------------------- | ------------------------------------------------------- | ------------------------------------------------------- | ------------------------------------------------------- | ------------------------------------------------------- | ------------------------------------------------------- | ------------------------------------------------------- |
| Temp. máx. abs. (°C)                                    | 20.8                                                    | 22.2                                                    | 28.5                                                    | 34.7                                                    | 35.1                                                    | 39.3                                                    | 40.7                                                    | 40.0                                                    | 38.5                                                    | 33.9                                                    | 28.5                                                    | 23.0                                                    | 40.7                                                    |
| Temp. máx. media (°C)                                   | 4.5                                                     | 6.7                                                     | 11.8                                                    | 18.6                                                    | 23.9                                                    | 28.2                                                    | 31.1                                                    | 31.4                                                    | 25.6                                                    | 19.0                                                    | 11.2                                                    | 6.4                                                     | 18.2                                                    |
| Temp. media (°C)                                        | 0.8                                                     | 1.9                                                     | 6.5                                                     | 12.4                                                    | 17.9                                                    | 22.2                                                    | 24.9                                                    | 24.7                                                    | 19.2                                                    | 12.9                                                    | 6.3                                                     | 2.4                                                     | 12.7                                                    |
| Temp. mín. media (°C)                                   | -1.9                                                    | -1.5                                                    | 2.7                                                     | 7.4                                                     | 12.9                                                    | 17.0                                                    | 19.4                                                    | 18.9                                                    | 13.8                                                    | 8.4                                                     | 2.9                                                     | -0.4                                                    | 8.3                                                     |
| Temp. mín. abs. (°C)                                    | -32.9                                                   | -29.8                                                   | -25.5                                                   | -5.6                                                    | -1.2                                                    | 4.2                                                     | 9.5                                                     | 3.9                                                     | -2.2                                                    | -9.9                                                    | -20.4                                                   | -27.6                                                   | -32.9                                                   |
| Precipitación total (mm)                                | 65                                                      | 53                                                      | 65                                                      | 49                                                      | 65                                                      | 80                                                      | 66                                                      | 41                                                      | 51                                                      | 61                                                      | 66                                                      | 69                                                      | 731                                                     |
| Nevadas (cm)                                            | 3                                                       | 4                                                       | 1                                                       | 0                                                       | 0                                                       | 0                                                       | 0                                                       | 0                                                       | 0                                                       | 0                                                       | 1                                                       | 2                                                       | 11                                                      |
| Días de lluvias (≥ 1 mm)                                | 13                                                      | 11                                                      | 14                                                      | 15                                                      | 14                                                      | 14                                                      | 10                                                      | 8                                                       | 10                                                      | 12                                                      | 14                                                      | 15                                                      | 150                                                     |
| Días de nevadas (≥ 1 mm)                                | 11                                                      | 10                                                      | 6                                                       | 0.3                                                     | 0                                                       | 0                                                       | 0                                                       | 0                                                       | 0                                                       | 0                                                       | 3                                                       | 9                                                       | 39.3                                                    |
| Horas de sol                                            | 71                                                      | 84                                                      | 136                                                     | 181                                                     | 247                                                     | 277                                                     | 303                                                     | 286                                                     | 238                                                     | 173                                                     | 88                                                      | 55                                                      | 2139                                                    |
| Humedad relativa (%)                                    | 81                                                      | 76                                                      | 72                                                      | 66                                                      | 66                                                      | 68                                                      | 63                                                      | 62                                                      | 68                                                      | 75                                                      | 81                                                      | 82                                                      | 71.7                                                    |
| Fuente n.º 1: Погода и климат                           |                                                         |                                                         |                                                         |                                                         |                                                         |                                                         |                                                         |                                                         |                                                         |                                                         |                                                         |                                                         |                                                         |
| Fuente n.º 2: NOAA (Horas de sol, 1961-1990)            |                                                         |                                                         |                                                         |                                                         |                                                         |                                                         |                                                         |                                                         |                                                         |                                                         |                                                         |                                                         |                                                         |

## Demografía
La población de Krasnodar ha aumentado considerablemente en los últimos 100 años. Evolución demográfica de la ciudad:
| 1856  | 1897   | 1913    | 1914    | 1923    | 1926    | 1931    | 1939    | 1956    | 1959    |
| ----- | ------ | ------- | ------- | ------- | ------- | ------- | ------- | ------- | ------- |
| 8.900 | 65.606 | 102.000 | 102.200 | 144.327 | 153.000 | 170.100 | 193.000 | 271.000 | 313.110 |

| 1962    | 1967    | 1970    | 1973    | 1975    | 1976    | 1979    | 1982    | 1985    | 1986    |
| ------- | ------- | ------- | ------- | ------- | ------- | ------- | ------- | ------- | ------- |
| 354.000 | 407.000 | 464.147 | 505.000 | 535.000 | 560.438 | 588.000 | 602.000 | 615.000 | 620.516 |

| 1989    | 1990    | 1991    | 1992    | 1993    | 1994    | 1995    | 1996    | 1997    | 1998    |
| ------- | ------- | ------- | ------- | ------- | ------- | ------- | ------- | ------- | ------- |
| 626.000 | 630.000 | 633.000 | 635.000 | 637.000 | 645.000 | 647.000 | 649.000 | 649.000 | 647.400 |

| 1999    | 2000    | 2001    | 2002    | 2003    | 2004    | 2005    | 2006    | 2007    | 2008    |
| ------- | ------- | ------- | ------- | ------- | ------- | ------- | ------- | ------- | ------- |
| 642.000 | 639.000 | 634.700 | 646.175 | 646.200 | 719.000 | 715.400 | 710.400 | 709.000 | 709.700 |

| 2009    | 2010    | 2011    | 2012    | 2013    | 2014    | 2015    | 2021    |
| ------- | ------- | ------- | ------- | ------- | ------- | ------- | ------- |
| 710.686 | 744.995 | 745.000 | 763.899 | 784.048 | 805.680 | 829.677 | 948.827 |

### Composición étnica
De los 328 809 habitantes que tenía en 2002, el 89.8 % era de etnia rusa, el 3.3 % era de etnia armenia, el 2.1 % era de etnia ucraniana, el 1 % era de etnia adigué, el 0.4 % era de etnia bielorrusa, el 0.3 % era de etnia griega, el 0.3 % era de etnia tártara, el 0.2 % era de etnia georgiana, el 0.2 % era de etnia azerí, el 0.1 % era de etnia alemana, el 0.1 % era de etnia gitana, y el 0.1 % era de etnia turca.

## División administrativa

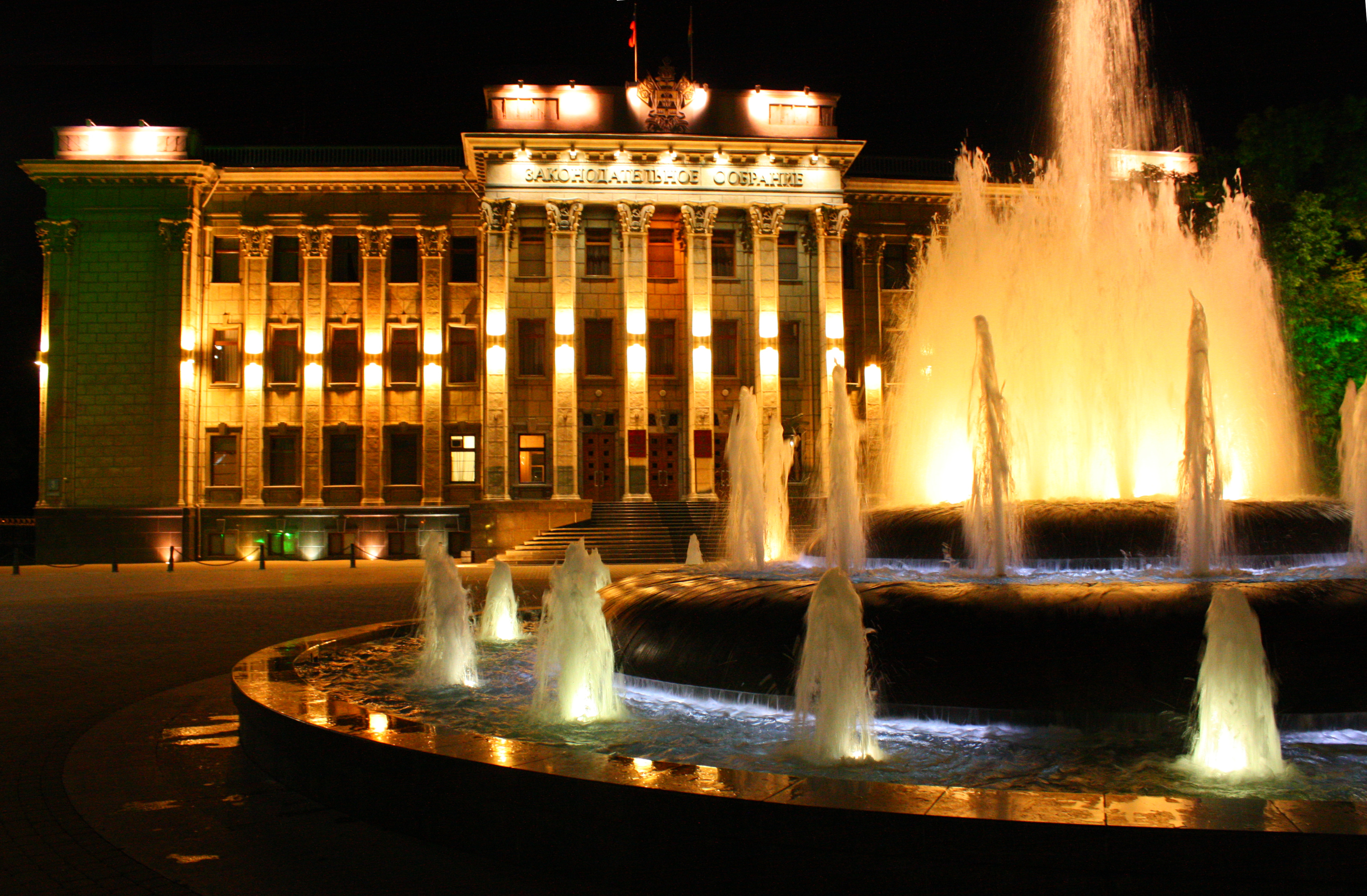
Asamblea legislativa del krai de Krasnodar.

La unidad municipal se divide en cuatro distritos:
| Distrito    | Población en 2014 |
| ----------- | ----------------- |
| Tsentralni  | 170 578           |
| Západni     | 177 725           |
| Karasún     | 252 219           |
| Prikubanski | 292 825           |

## Economía
Según declaraciones del alcalde de la ciudad, Vladímir Yevlánov, el presupuesto de Krasnodar en 2010 era de 14 mil millones de rublos. La recaudación de la ciudad creció un 5.5 % en comparación con 2009. En la ciudad trabajan más de 62 000 empresas pequeñas y medias, que ocupan a 204 mil personas. En Krasnodar se registra el nivel más bajo de desempleo — 0.3 % de la población activa- y el sueldo medio más alto  —21 742 rublos (34 860 rublos — según los datos de 2013) del Distrito Federal del Sur. En tres ocasiones ha sido declarada por la revista Forbes "la mejor ciudad de Rusia para los negocios" y también por los analistas de RBC Information Systems. En la ciudad tienen sede dos compañías situadas entre las 200 mayores de Rusia en 2015 según Forbes: Magnit (3.er puesto) y NefteGazIndustriya (35º lugar).
En 2012 Krasnodar ocupó el 7.º lugar en la Clasificación de Cualidad del Medio Urbano, realizada por el Ministerio de Desarrollo Regional de la Federación Rusa, la Unión de Ingenieros de Rusia, la Agencia Federal para la Construcción y la Administración de Servicios Comunales (Gosstroi), el Servicio federal para la Supervisión de la Protección de los Derechos del Consumidor y el Bienestar Humano, y también la Universidad Estatal M. V. Lomonósov de Moscú.

### Industria
Krasnodar es el centro industrial del sur de Rusia. En la ciudad operan más de 130 empresas de tamaño mediano y grande, que ocupan el 30 % de la actividad de la ciudad y unas 120 000 personas. Las actividades básicas son la instrumentación y la metalurgia, los materiales de construcción, los textiles, la fabricación de muebles, la elaboración de tabaco, los productos alimenticios y los agrícolas. El alto potencial económico y el clima favorable de las inversiones atrae la atención de los representantes del capital nacional y extranjero. Existen relaciones de negocios con empresas de los Estados Unidos, Turquía, Ucrania, Alemania, Bielorrusia, Grecia, Italia, Francia, Israel, Austria y Chipre.
La producción de las empresas industriales de la ciudad alcanzó un valor en 2010 de 100.8 millones de rublos, un 26.1 % más que en 2009. Las principales empresas son:
- Krasnodarekoneft S.A, empresa del sector petrolífero.
- Krasnodarski zavod metalokonstruktsi, empresa del sector metalúrgico.
- Fábrica de compresores Borets, S. A.
- Philip Morris Kubán, tabacalera.
- Central térmica de Krasnodar
- Claas — la empresa de construcción de maquinaria de la compañía homónima alemana que se ocupa del montaje de las cosechadoras;
- "Saturn" — fabricación de los elementos solares y las baterías de aplicación espacial.
- NPK Ritm, instrumentos de radiocomunicación.
- Firma Solnechni veter , fotoconvertidores y los módulos solares.
- Aleksandría — ropa de hombre.
- Cerveza sin alcohol de Moscú Ochakovo, filial n.º 1
- Stankostroitelni zavod imeni Sedina, empresa metalúrgica.
- Neftemash, producción de maquinaria y equipos tecnológicos para el sector del gas y el petróleo.

### Construcción
El ritmo de construcción de viviendas de la ciudad se halla entre los más altos de Rusia junto a Moscú y San Petersburgo. El sector de la construcción produjo 35.9 millones de rublos en 2010. 

### Comercio
Krasnodar ocupa el primer lugar en cuanto a volumen de circulación de mercancías del Distrito Federal Sur.

### Exposiciones regulares
En Krasnodar se halla el mayor centro de exposiciones del sur de Rusia, KrasnodarEKSPO, donde se celebran ferias de importancia como Yugagro, Yuzhni arjitekturno-stroitelni fórum, Yuzhi turisticheski forum, Vina i napitki y otras.

### Alojamiento
En la localidad existen más de 80 hoteles.

## Transporte

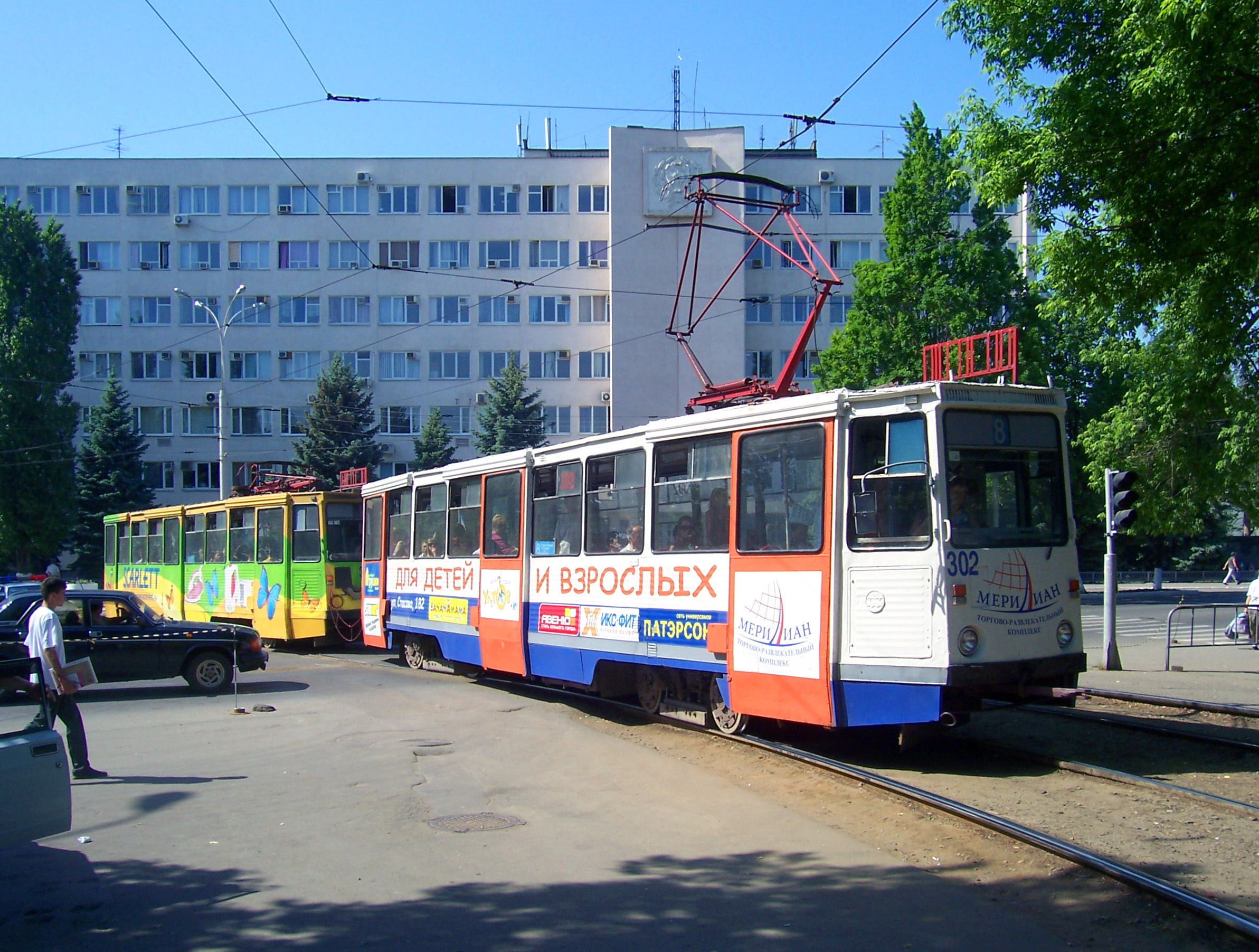
Tranvía de Krasnodar.

El transporte público en Krasnodar consiste en autobuses urbanos, trolebuses, tranvías y marshrutkas. Los trolebuses y los tranvías son accionados mediante cables eléctricos. A diferencia de Moscú y San Petersburgo, Krasnodar no tiene sistema de metro.
Las principales carreteras que unen Krasnodar al resto de Rusia es la Autopista M4 Don (Moscú-Novorosíisk), y a nivel regional son importantes la A146 a Novorosíisk, la R268 a Yeisk y la R251 que llega desde Temriuk, y se dirige a Kropotkin y Stávropol (por Novoaleksándrovsk e Izobilni).
Se planea la construcción de una autopista de peaje entre Krasnodar, Abinsk y Kabardinka.
Las principales estaciones de ferrocarril de la ciudad son Krasnodar-I y Krasnodar-II.
En la ciudad se halla el Aeropuerto Internacional de Krasnodar (Páshkovski), junto al mikroraión Páshkovski. En la zona noroeste de Krasnodar hay un aeródromo militar, Krasnodar-Tsentralni.
En el sudeste de la ciudad hay un pequeño puerto fluvial de mercancías.

## Educación

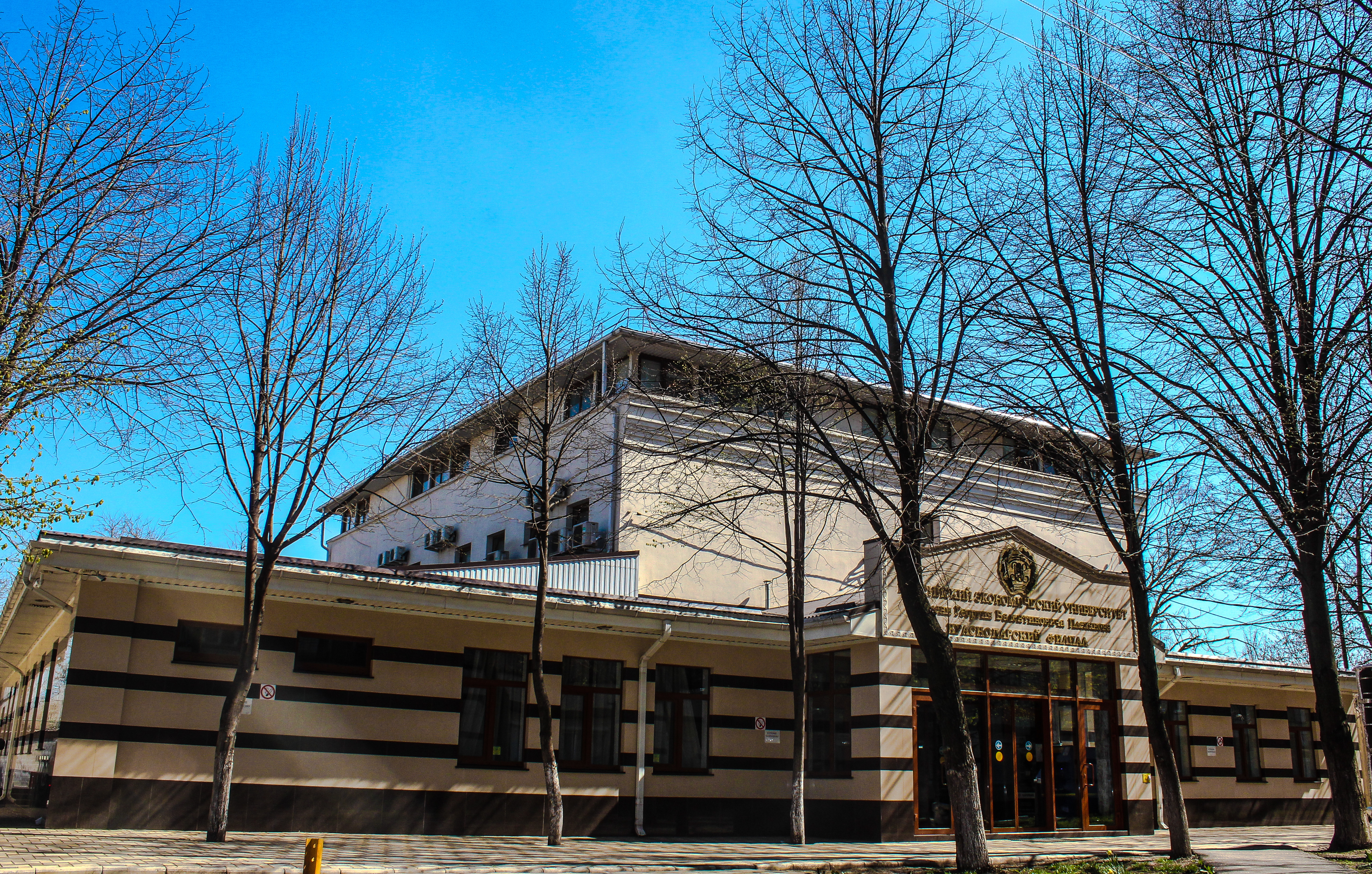
Filial de Krasnodar de la Universidad de Economía de Rusia Plejánov.

Krasnodar cuenta con 15 gimnasios, 5 liceos, 67 escuelas de enseñanza media y 20 escuelas de educación especial. 
Las principales instituciones educativas superiores de la localidad son la Universidad Estatal del Kubán, la Universidad Estatal de Tecnología del Kubán, la Universidad Estatal de Agricultura del Kubán, la Universidad Estatal de Cultura y Artes del Kubán, la Universidad Estatal de Medicina del Kubán y la Universidad Estatal de Cultura Física, Deporte y Turismo del Kubán, entre otras.  
Como filiales de otras instituciones rusas, cabe destacar el Instituto de Socioeconomía y Derecho del Kubán, filial de la Academia de Relaciones Laborales y Sociales, el Instituto de Cooperación de Krasnodar, filial de la Universidad de Cooperación de Rusia, la filial de Krasnodar de la Universidad de Economía de Rusia Plejánov, la filial de la Universidad Estatal de Pedagogía de Moscú, la filial de la Universidad Estatal de Ingeniería Ferrovial de Rostov, la filial del Cáucaso Norte de la Universidad Estatal de Justicia de Rusia, la filial de la Universidad Moderna para las Humanidades y la filial de la Universidad de Finanzas del Gobierno de la Federación Rusa.

## Cultura

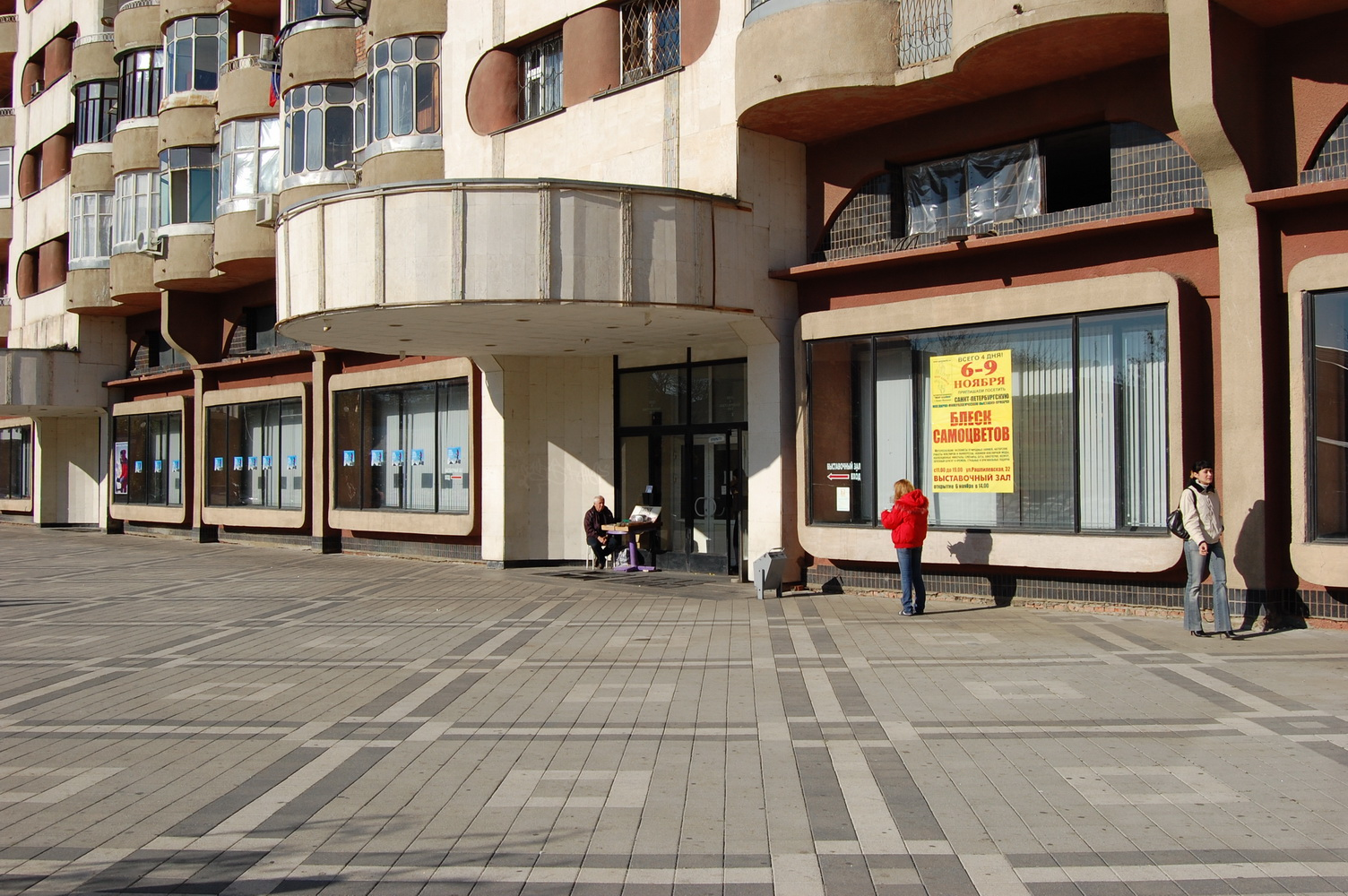
Sala de Exposiciones del krai de Krasnodar.

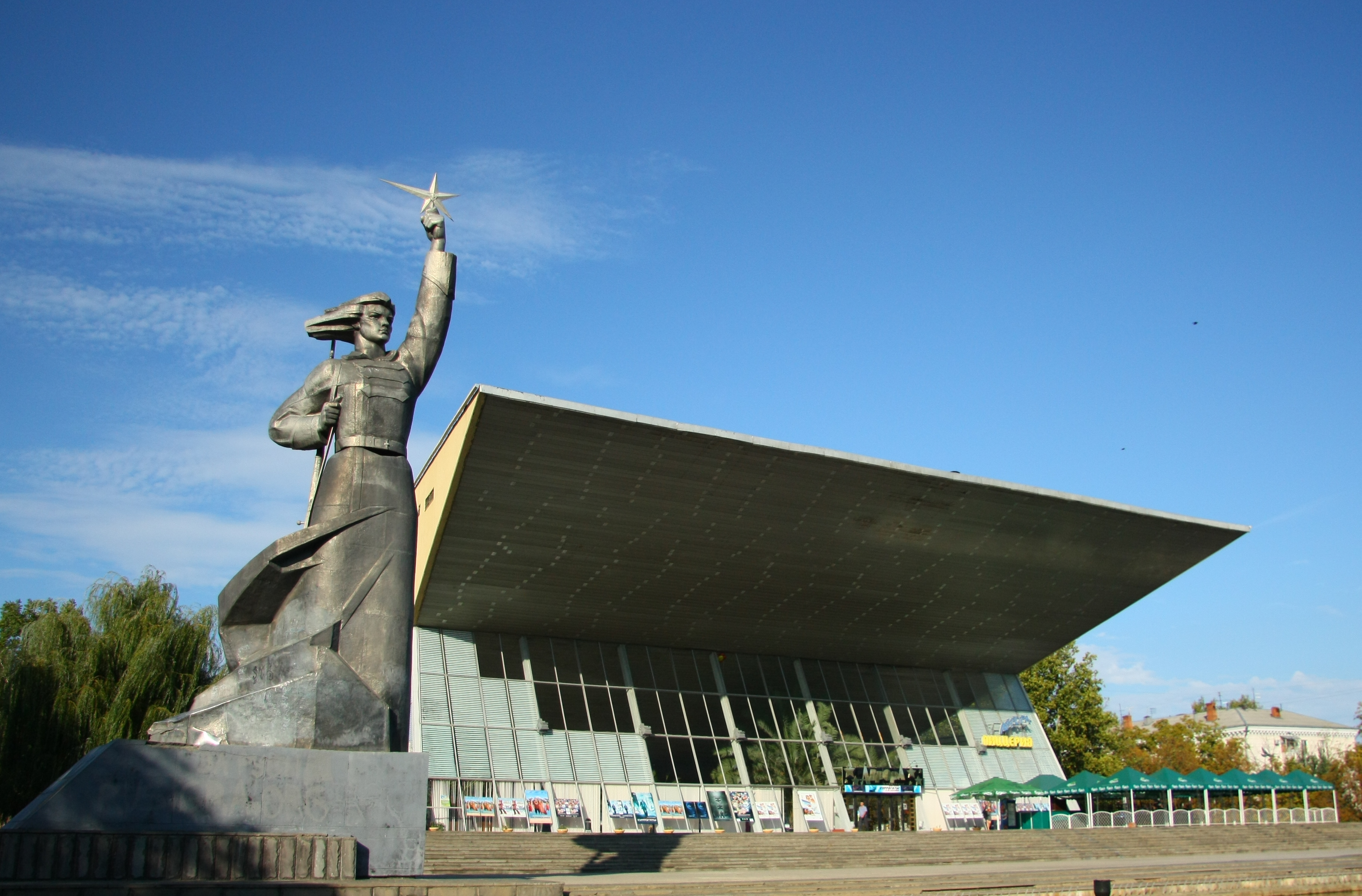
Cine-teatro Avrora.

### Bibliotecas
Cabe destacar entre otras las bibliotecas A. S. Pushkin y Varava.

### Teatro
En Krasnodar se hallan el Teatro Académico de Drama de Krasnodar, Teatro de Balet de Krasnodar, Teatro de títeres del krai de Krasnodar, Teatro musical de Krasnodar, Teatro Municipal Juvenil de Krasnodar, Circo Estatal de Krasnodar y la Filarmónica de Krasnodar Grigori Ponomarenko, entre otros espacios.

### Museos
Entre los más destacados museos de Krasnodar se hallan el Museo de Pintura del Krai Fiódor Kovalenko, Museo Estatal de Historia y Arqueología Yevgueni Felitsin de Krasnodar o la Sala de Exposiciones de Artes Plásticas del krai de Krasnodar.

### Cines
Entre otros muchos, cabe destacar por su arquitectura el cine-teatro Avrora.

## Lugares de interés

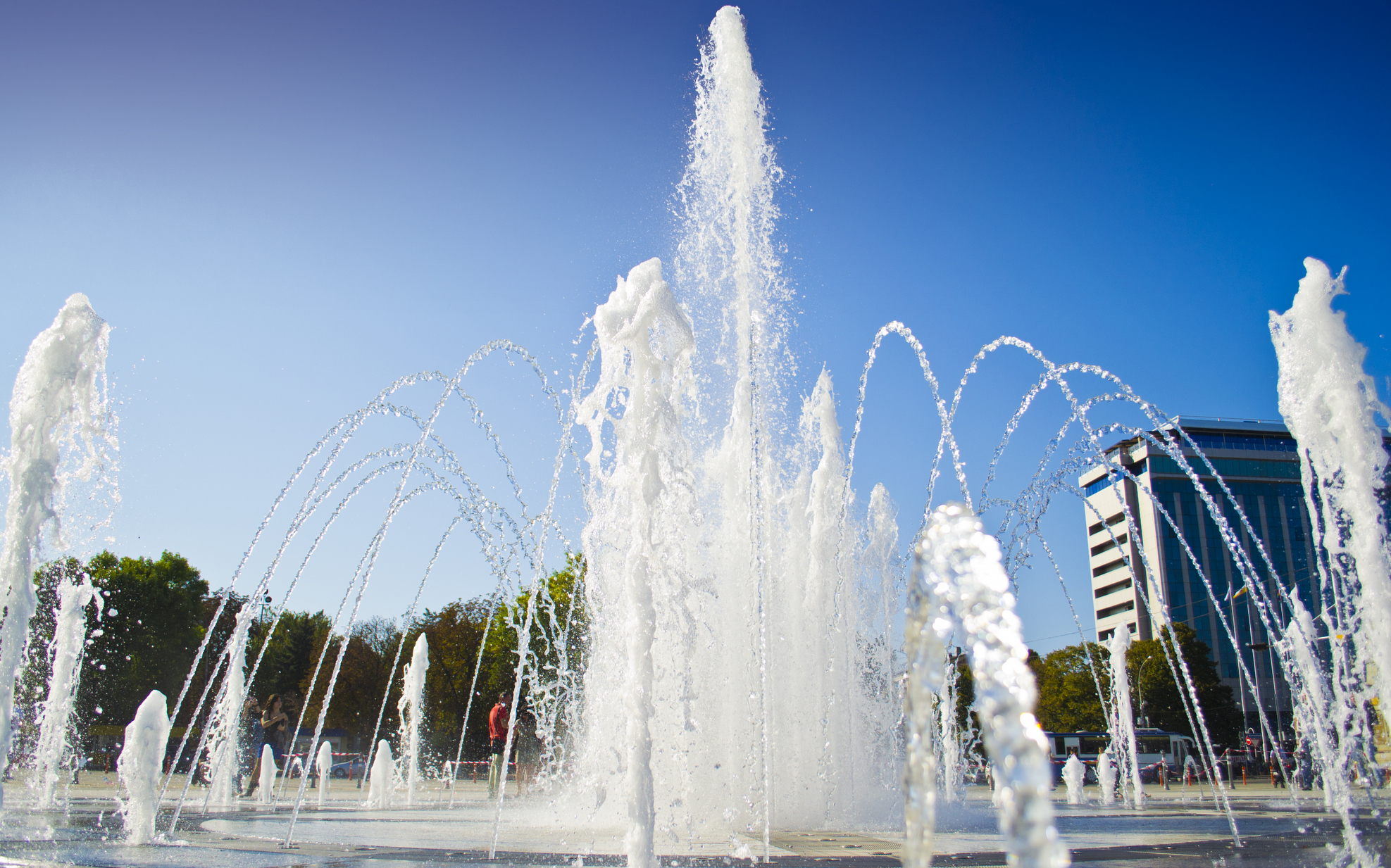
Fuente de la Plaza del Teatro.

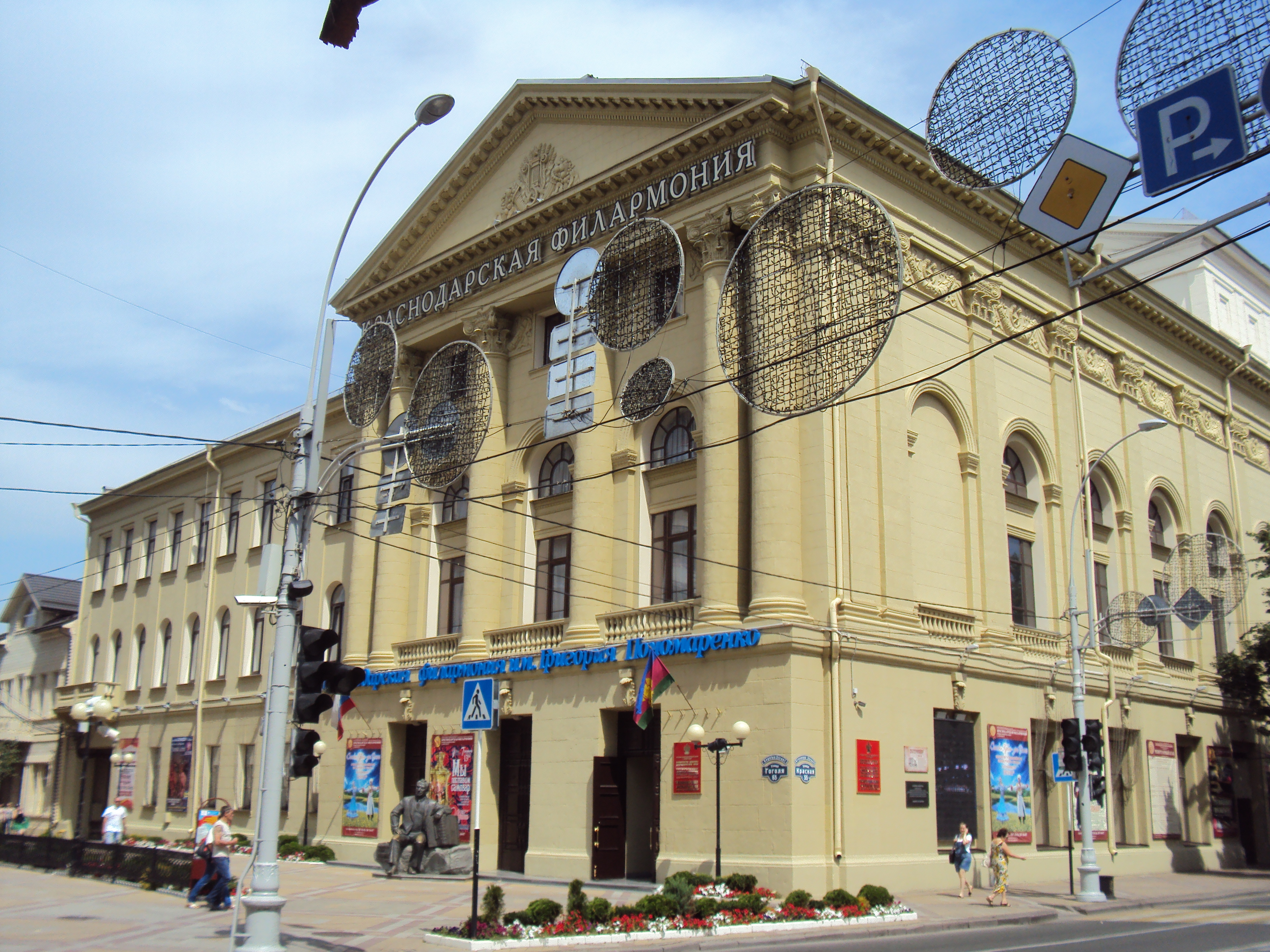
Teatro de Invierno, sede de la Filarmónica del Krai de Krasnodar Grigori Ponomarenko.

En Krasnodar se halla el monumento federal de la Torre construida por el ingeniero Vladímir Shújov, construida entre 1929 y 1932.
Cabe destacar asimismo el edificio de la Filarmónica del Krai de Krasnodar Grigori Ponomarenko, de los arquitectos A. Kozlov y Fiódor Schechtel (1908, reconstruido en 1954 por A. Títov), la casa de M. S. Kuznetsov (1888-1900, en la que se sitúa actualmente el Conservatorio.
El 28 de septiembre de 2008 se inauguró la escultura "Los Cosacos de Zaporizhia escriben la carta al Sultán Turco", en el cruce de las calles Krásnaya y Gorki. Ese mismo mes se instaló la escultura "Monedero" en la calle Gógol.
El 24 de abril de 2009 la intersección de las calles Krásnaya y Bábushkina, se reconstruyó el Arco de Triunfo de Alejandro (12 m de altura, 18 m de longitud y 3 m de anchura), establecido originariamente en honor a la llegada a la ciudad del zar Alejandro III. En primavera de 2012 se instaló un sistema de iluminación en la fuente junto al arco, con coloración regulable por los ciudadanos mediante el teléfono móvil.
El 26 de septiembre de 2011 en el marco de la celebración del día de la ciudad se inauguró en el Jardín Municipal el complejo "El Buen Ángel de la Paz" en la que trabajaron el escultor Aleksandr Apólonov y el pintor Piotr Stronski, que consiste en una columna de 9 m de altura coronada por la figura dorada de 2 m de un ángel. En abril de 2013 se inauguró una estatua del general Kornilov

## Deportes

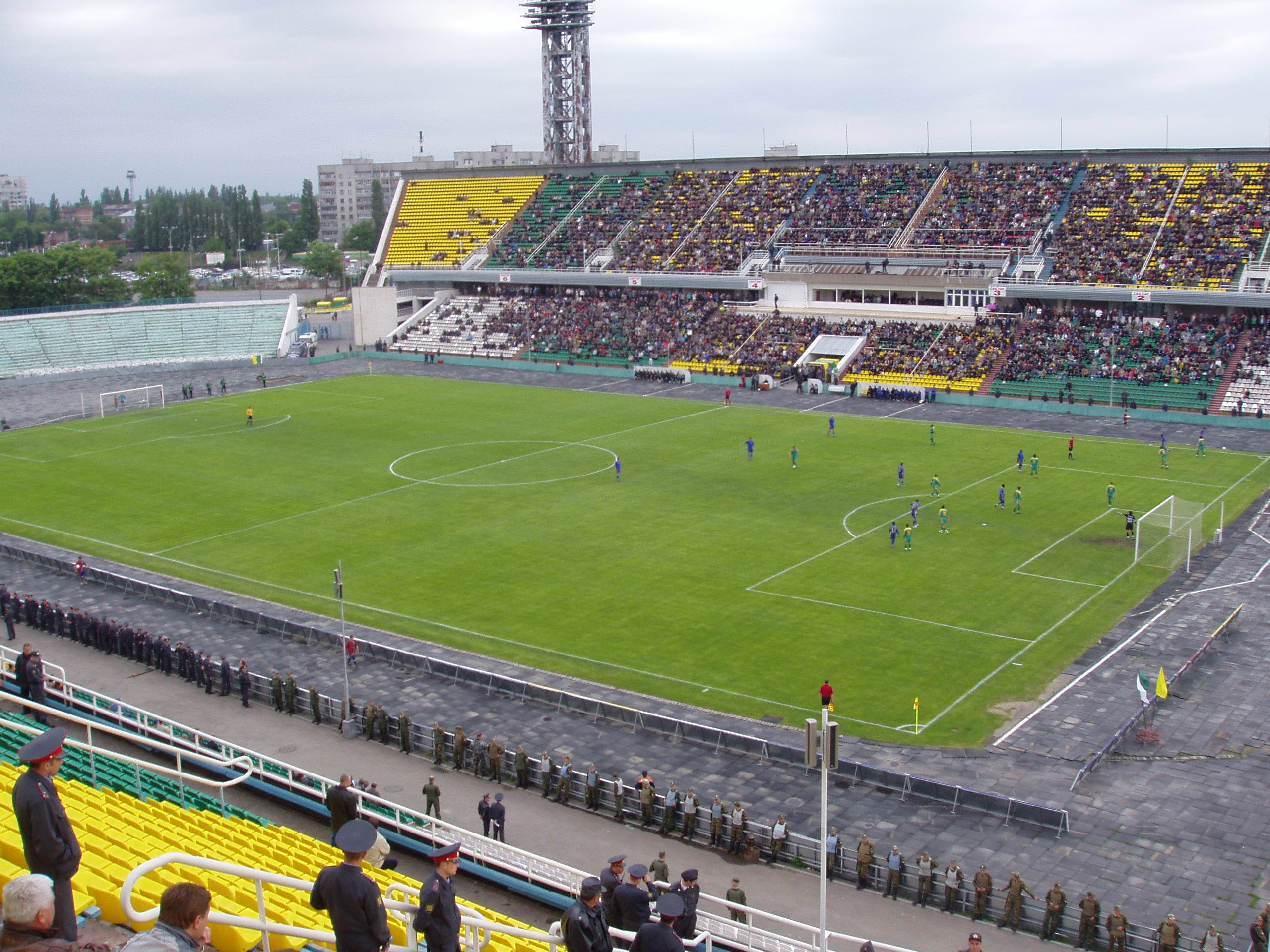
Estadio Kubán.

La ciudad es sede del club de fútbol FC Kubán Krasnodar, que hace de local en el Estadio Kubán, y del FC Krasnodar, que lo hace en el estadio de Krasnodar. Es sede además del club de baloncesto Lokomotiv Kuban (que tenía su sede en Rostov del Don hasta 2009 y que compite como local en el Basket-Hall), del club de balonmano SKIF Krasnodar, del club de voleibol Dinamo Krasnodar, del club de rugby Kubán, del club de fútbol femenino Kubanochka y del club de hockey sobre hielo Kubán.

## Representación diplomática
- Consulado General de la República de Italia
- Centro de visado de la República de Polonia
- Centro de visado del Reino de Noruega
- Centro de visado de la República de Italia
- Centro de visado del Reino de España
- Centro de visado de la República de Bulgaria
- Centro de visado de la República de Austria

## Ciudades hermanadas
- Tallahassee (Estados Unidos)
- Burgas (Bulgaria)
- Karlsruhe (Alemania)
- Nottingham (Inglaterra)
- Ferrara (Italia)
- Sujumi (Abjasia)
- Harbin (China)
- Majachkalá (Rusia)[23]
- Ereván (Armenia)[24]